# Liste der Kulturdenkmale in Annaburg

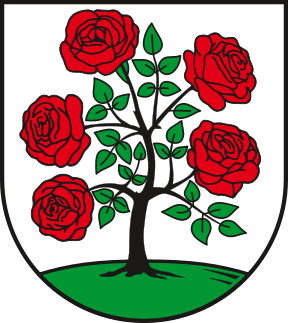
Stadtwappen

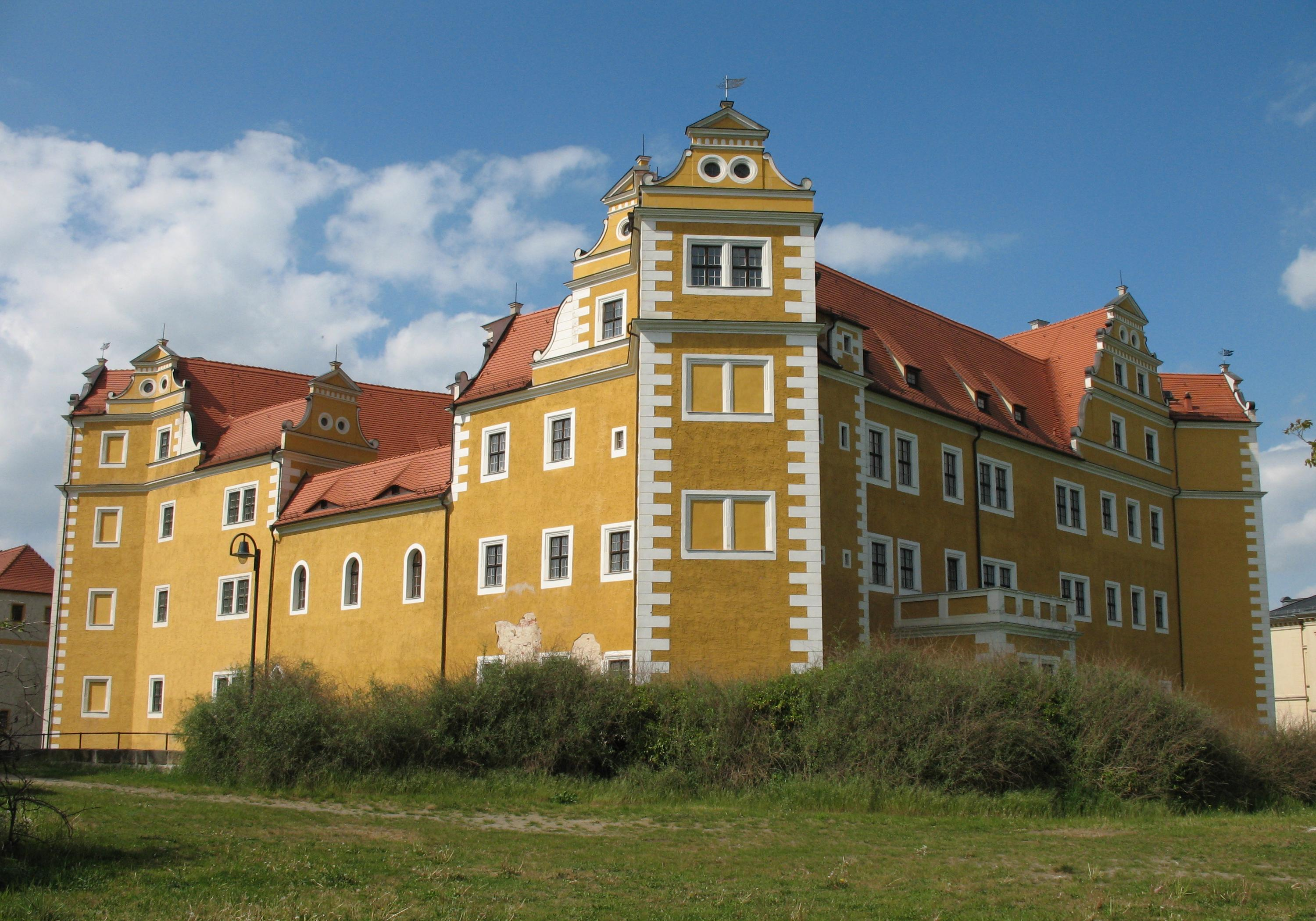
Schloss Annaburg

In der Liste der Kulturdenkmale in Annaburg sind alle Kulturdenkmale der Stadt Annaburg im Landkreis Wittenberg und ihrer Ortsteile aufgelistet. Grundlage ist das Denkmalverzeichnis des Landes Sachsen-Anhalt, das auf Basis des Denkmalschutzgesetzes vom 21. Oktober 1991 erstellt und seither laufend ergänzt wurde (Stand: 31. Dezember 2022).

## Kulturdenkmale nach Ortsteilen

### Annaburg
| Lage | Bezeichnung                                 | Beschreibung | Erfassungs- nummer | Ausweisungsart                              | Bild                                       |
| --- | ------------------------------------------- | --- | ------------------ | ------------------------------------------- | ------------------------------------------ |
| historischer Verlauf zwischen Schloss, ehemaligem Schlossgarten, Tiergarten, Torgauer Straße, Bahngleis am Kleinen Tiergarten (Karte)                                                                        | Mauergraben                                 | Der Mauergraben umschloss bereits im 15. Jahrhundert die ältesten Teile des Annaburger Tiergartens. | 094 98095          | Baudenkmal                                  | BW                                         |
| Am Bahnhof (Karte) | Bahnhof                                     | Bahnhof | 094 36673          | Baudenkmal                                  | Bahnhof                                    |
| Baderei 1 (Karte) | Posthalterei „Zum Goldenen Anker“           | Haus und Hofanlage aus dem 18. Jahrhundert mit älterem Ursprung | 094 35236          | Baudenkmal                                  | Posthalterei „Zum Goldenen Anker“          |
| Baderei 1, 2, 3 Holzdorfer Straße 2, 4, 6 Markt 1, 2, 3, 4, 5, 6, 7, 8, 9, 10, 11, 12, 13, 14, 15, 16, 17, 18, 19, 20, 21, 22, 23, 24, 25, 26, 27, 28, 29, 30, 32 Torgauer Straße 13, 26, 28, 30, 32 (Karte) | Ortskern                                    | Hauptplatz der Stadt mit Bauten des 16. bis 19. Jahrhunderts | 094 35226          | Denkmalbereich                              | BW                                         |
| Baderei 4 (Karte) | Speisesaal des Militärknabeninstituts       | dreischiffiger Backsteinbau, um 1886 | 094 35241          | Baudenkmal                                  | Speisesaal des Militärknabeninstituts      |
| Baderei 6 (Karte) | Stabsgebäude des Militärknabeninstituts     | villenartiger Massivbau, 1876 | 094 35243          | Baudenkmal                                  | Stabsgebäude des Militärknabeninstituts    |
| Hinterstraße 22 (Karte) | Bauernhaus                                  | Das zweistöckige Fachwerkhaus stammt aus der zweiten Hälfte des 18. Jahrhunderts. | 094 35210          | Baudenkmal                                  | BW                                         |
| Holzdorfer Straße 8 (Karte) | Ehemalige Schlossschmiede                   | Schmiede mit Wohnhaus und Fachwerkscheune | 094 35237          | Baudenkmal                                  | BW                                         |
| Holzdorfer Straße 24 (Karte) | Wohnhaus                                    | Der Massivbau mit historisierender Fassade stammt aus der Zeit um 1890. | 094 35212          | Baudenkmal                                  | Wohnhaus                                   |
| Holzdorfer Straße 1 (Karte) | Oberförsterei Tiergarten                    | Das historische Forstamt ist ein langgestreckter Fachwerkbau aus dem Ende des 16. Jahrhunderts. | 094 35244          | Baudenkmal                                  | Oberförsterei Tiergarten                   |
| Holzdorfer Straße 68 (Karte) | Friedhof                                    | Friedhof | 094 36242          | Baudenkmal                                  | Friedhof                                   |
| Kellerberg (Karte) | Keller                                      | Keller, am 23. März 2016 als Denkmal ausgewiesen |                    | Baudenkmal                                  | BW                                         |
| Kellerberg 3 (Karte) | Schule                                      | Der schlossartige Schulbau wurde 1903 an der Stelle des ehemaligen Hauptgebäudes der Sächsischen Landfohlen Erziehungsanstalt errichtet.                                                                                     | 094 35240          | Baudenkmal                                  | Schule                                     |
| Kellerberg 2 (Karte) | Stuterei                                    | Fachwerkbau, 1793 | 094 35245          | Baudenkmal                                  | Stuterei                                   |
| Lebiener Straße 6 (Karte) | Landesdarre Sachsen-Anhalt                  | Samendarre, Die in den Jahren 1897–1905 erbaute Darre ist die vermutlich älteste erhaltene Samendarre in Deutschland. | 094 35207          | Baudenkmal                                  | Landesdarre Sachsen-Anhalt                 |
| Markt (Karte) | Evangelische Kirche Annaburg                | Kirche mit Kirchhof und Mauerrest, Backsteinsaal mit dreiseitigem Ostabschluss, um 1500 | 094 35231          | Baudenkmal                                  | Evangelische Kirche Annaburg               |
| Markt zwischen Nr. 21 und 23 (Karte) | Friedhof                                    | Friedhof | 094 36241          | Baudenkmal                                  | BW                                         |
| Markt 2 (Karte) | Amtshaus Annaburg                           | Fachwerkbau aus dem 16. Jahrhundert, ehemals kursächsisches Amtshaus | 094 35235          | Baudenkmal                                  | Amtshaus Annaburg                          |
| Markt 4 (Karte) | Bürgermeisterhaus                           | verputzter Fachwerkbau aus dem 18. Jahrhundert |                    | Baudenkmal                                  | BW                                         |
| Markt 5, 7, 9, 11, 13 (Karte) | Gut Auerbach                                | Fachwerkbau, 16. Jahrhundert | 094 35233          | Baudenkmal                                  | Gut Auerbach                               |
| Markt 15 (Karte) | Schule                                      | ehemaliges Schulgebäude | 094 35232          | Baudenkmal                                  | Schule                                     |
| Markt 17 (Karte) | Pfarrhaus mit Wirtschaftsgebäude            | zweigeschossiger Fachwerkbau, 18. Jahrhundert | 094 35230          | Baudenkmal                                  | Pfarrhaus mit Wirtschaftsgebäude           |
| Markt 18 (Karte) | Apotheke                                    | Klinkerbau mit Terrakotten, Ende des 19. Jahrhunderts |                    | Baudenkmal                                  | Apotheke                                   |
| Markt 19 (Karte) | Ackerbürgerhaus                             | zweistöckiges Fachwerkhaus aus der zweiten Hälfte des 18. Jahrhunderts | 094 35229          | Baudenkmal                                  | BW                                         |
| Mittelstraße 12 (Karte) | Fleischerei Kampfhenkel                     | zweistöckiger Fachwerkbau, zweite Hälfte des 18. Jahrhunderts | 094 35213          | Baudenkmal                                  | BW                                         |
| Mittelstraße 15 (Karte) | Wohnhaus                                    | Fachwerkbau, um 1820 |                    | Baudenkmal                                  | BW                                         |
| Mühlenstraße 4 (Karte) | Wohn- und Geschäftshaus                     | Massivbaus mit historischer Putzfassade, um 1905 | 094 35214          | Baudenkmal                                  | Wohn- und Geschäftshaus                    |
| Mühlenstraße 34 (Karte) | Ackerbürgerhof                              | Fachwerkbauten, um 1820 |                    | Baudenkmal                                  | BW                                         |
| (Karte) | Schloss mit Schlossgarten und Nebengebäuden | Residenzschloss der sächsischen Kurfürsten |                    | Baudenkmal                                  | BW                                         |
| (Karte) | Schloss Annaburg                            | Renaissanceschloss mit Vorder- und Hinterschloss | 094 35238          | Baudenkmal                                  | Schloss Annaburg                           |
| Schlosshof | Denkmal                                     | Denkmal | 094 35238 001      | Teilobjekt eines Baudenkmals - Kleindenkmal |                                            |
| Schloss (Karte) | Betsaal des Militärknabeninstituts          | Sakralbau in Formen des italienischen Manierismus, 1886 | 094 35242          | Baudenkmal                                  | Betsaal des Militärknabeninstituts         |
| Schloßstraße 26, 27, 28 (Karte) | Lazarett des Militärknabeninstituts         | 1780 als spätbarocker vierzehnachsiger Fachwerkbau errichtet, 1811 wurde dieser erweitert | 094 35239          | Baudenkmal                                  | Lazarett des Militärknabeninstituts        |
| Schloßstraße 6, Züllsdorfer Straße 2, 5, 6, 7 (Karte) | Unteroffiziersvorschule mit Nebengebäuden   | ehemaliges Gelände der Unteroffiziersvorschule mit Lehrerhaus, Turnhalle und Einfriedung | 094 35248          | Baudenkmal                                  | BW                                         |
| Schloßstraße 6 (Karte) | Unteroffiziersvorschule                     | schlossartiger Kasernenbau, 1881 |                    | Baudenkmal                                  | Unteroffiziersvorschule                    |
| Siedlung 14 (Karte) | Siedlungshaus                               | Einfamilien - Siedlungshaus, 1935 | 094 35208          | Baudenkmal                                  | BW                                         |
| Torgauer Straße, am Tiergarten (Karte) | Kriegerdenkmal Annaburg                     | Denkmal für die Gefallenen des Ersten Weltkrieges. Der in expressionistischen Formen ausgeführte Sandsteinkubus befindet sich auf einem mehrstufigen Sockel mit einer flammenartigen Zackenbekrönung.                        | 094 35217          | Baudenkmal                                  | Kriegerdenkmal Annaburg                    |
| Torgauer Straße 21, 22, 23, 24, 25 (ehemals Torgauer Straße 10) (Karte) | Gut Reitzenstein                            | zweistöckiges Fachwerkhaus mit Krüppelwalmdach, 1716 als Gutshaus für den damaligen Oberforst- und Wildmeister Reitzenstein errichtet                                                                                        | 094 35224          | Baudenkmal                                  | Gut Reitzenstein                           |
| Torgauer Straße 41 (ehemals Torgauer Straße 4) (Karte) | Wohn- und Geschäftshaus                     | Klinkerbau mit Neorenaissancefassade, 1896 | 094 35222          | Baudenkmal                                  | Wohn- und Geschäftshaus                    |
| Torgauer Straße 45 (ehemals Torgauer Straße 2a) (Karte) | Wohn- und Geschäftshaus Torgauer Straße 45  | Laden- und Schaufenstergestaltung im Stil des Art déco, um 1926, | 094 35206          | Baudenkmal                                  | Wohn- und Geschäftshaus Torgauer Straße 45 |
| Torgauer Straße 49 (Karte) | Otts Blumenpavillon                         | Pavillon, hölzerner Verkaufspavillon, 1926 | 094 35215          | Baudenkmal                                  | Otts Blumenpavillon                        |
| Torgauer Straße 50 (ehemals Torgauer Straße 37) (Karte) | Wohnhaus Torgauer Straße 50                 | eingeschossiger Massivbau mit Vorgarten und Einfriedung, Mitte des 19. Jahrhunderts | 094 35223          | Baudenkmal                                  | Wohnhaus Torgauer Straße 50                |
| Torgauer Straße 52 (ehemals Torgauer Straße 38) (Karte) | Rathaus Annaburg                            | Fabrikantenvilla mit Vorgarten und Einfriedung, Gründerzeitvilla, 1896 als Wohngebäude für den damaligen Steingutfabrikanten Adolf Heckmann errichtet, dient das Gebäude heute als Rathaus der Stadt                         | 094 35221          | Baudenkmal                                  | Rathaus Annaburg                           |
| Torgauer Straße 60, 61, 62, 63, 64, 65, 66, 67, 68 (Karte) | Annaburg Porzellan                          | Steingutfabrik, drei- und viergeschossiger Backsteinbau, 1905 | 094 35218          | Baudenkmal                                  | Annaburg Porzellan                         |
| Torgauer Straße 76 (ehemals Torgauer Straße 42) (Karte) | Villa Torgauer Straße 76                    | Arztvilla mit Einfriedung im Jugendstil | 094 35219          | Baudenkmal                                  | Villa Torgauer Straße 76                   |
| zwischen Torgauer Straße, Züllsdorfer Straße und Bahngleis (Karte) | Tiergarten                                  | Der ehemalige Tiergarten des Schlosses Annaburg wurde bereits 1489 unter Friedrich dem Weisen als Teil des ehemaligen Jagdschlosses Lochau angelegt.                                                                         | 094 35220          | Denkmalbereich                              | BW                                         |
| am Rand der Annaburger Flur, Übergang über die Elster bei Arnsnesta (Karte) | Elsterbrücke bei Arnsnesta                  | Spannbetonbrücke, 1903 | 094 35247          | Baudenkmal                                  | Elsterbrücke bei Arnsnesta                 |
| (Karte) | Neugraben                                   | 30 km langer Kanal | 094 35249          | Baudenkmal                                  | Neugraben                                  |
| Franzosenwinkel (Karte) | Gedenkstein                                 | Gedenkstein für den sächsischen Kurfürst Friedrich der Weise, welcher am fälschlich vermuteten Standort des Schlosses Lochau errichtet wurde. Der neubarocke Sandsteinobelisk mit seiner Inschrift stammt aus dem Jahr 1880. | 094 35209          | Kleindenkmal                                | Gedenkstein                                |
| Annaburg, Ortsteil Gertrudshof 4 | Scheune                                     | strohgedeckter Backsteinbau | 094 35250          | Baudenkmal                                  |                                            |

### Axien
| Lage                           | Bezeichnung                   | Beschreibung                                                                         | Erfassungs- nummer | Ausweisungsart               | Bild           |
| ------------------------------ | ----------------------------- | ------------------------------------------------------------------------------------ | ------------------ | ---------------------------- | -------------- |
| Am Teich 6 (Karte)             | Scheune                       | Scheune Fachwerkscheune mit Galerie, 18. Jahrhundert                                 | 094 35069          | Baudenkmal                   | BW             |
| Am Teich 9 (Karte)             | Bauernhaus                    | zweigeschossiger Klinkerbau, um 1905                                                 | 094 35070          | Baudenkmal                   | BW             |
| Am Teich 14 (Karte)            | Schmiede                      | Backsteinbau                                                                         | 094 35068          | Baudenkmal                   | BW             |
| An der Kirche 10 (Karte)       | Pfarrhof                      | Pfarrhof zweigeschossiger Backsteinbau, um 1833–1846                                 | 094 35064          | Baudenkmal                   | BW             |
| Koordinaten fehlen! Hilf mit.  | Pfarrhaus                     | Pfarrhaus                                                                            | 094 35064 001      | Teilobjekt eines Baudenkmals |                |
| Koordinaten fehlen! Hilf mit.  | Wirtschaftsgebäude            | Wirtschaftsgebäude                                                                   | 094 35064 002      | Teilobjekt eines Baudenkmals |                |
| An der Kirche 11 (Karte)       | Schule                        | Schule verputzter Backsteinbau, 1865                                                 | 094 35066          | Baudenkmal                   | BW             |
| An der Kirche 15 (Karte)       | Bauernhaus                    | zweistöckiges Fachwerkhaus, Ende des 18. Jahrhunderts                                | 094 35060          | Baudenkmal                   | BW             |
| An der Kirche 18 (Karte)       | Stall- und Wirtschaftsgebäude | Wirtschaftsgebäude aus Backstein und Fachwerk mit Taubenschlag im Giebel, um 1923/24 | 094 35059          | Baudenkmal                   | BW             |
| An der Kirche 12 (Karte)       | Dorfkirche Axien              | Kirche spätromanischer Backsteinbau                                                  | 094 35065          | Baudenkmal                   | Weitere Bilder |
| Koordinaten fehlen! Hilf mit.  | Kirchhof                      | Kirchhof                                                                             | 094 35065 001      | Teilobjekt eines Baudenkmals |                |
| an der Westfassade der Kirche  | Grabplatte                    | Grabplatte                                                                           | 094 35065 002      | Teilobjekt eines Baudenkmals |                |
| an der Westfassade der Kirche  | Kriegerdenkmal Axien          | Kriegerdenkmal                                                                       | 094 35065 003      | Teilobjekt eines Baudenkmals |                |
| Kähnitzscher Straße 1 (Karte)  | Taubenhaus                    | Taubenhaus                                                                           | 094 35072          | Baudenkmal                   | BW             |
| Kähnitzscher Straße 5 (Karte)  | Taubenhaus                    | dreigeschossiger Backsteinbau, um 1890–1900                                          | 094 35073          | Baudenkmal                   | BW             |
| Kähnitzscher Straße 24 (Karte) | Bauernhof                     | Bauernhof geschlossener Dreiseitenhof                                                | 094 35074          | Baudenkmal                   | BW             |
| Koordinaten fehlen! Hilf mit.  | Bauernhaus                    | Bauernhaus                                                                           | 094 35074 001      | Teilobjekt eines Baudenkmals |                |
| Kähnitzscher Straße 24         | Altenteil                     | Altenteil                                                                            | 094 35074 002      | Teilobjekt eines Baudenkmals |                |
| Koordinaten fehlen! Hilf mit.  | Wirtschaftsgebäude            | Wirtschaftsgebäude                                                                   | 094 35074 003      | Teilobjekt eines Baudenkmals |                |
| Koordinaten fehlen! Hilf mit.  | Taubenturm                    | Taubenturm                                                                           | 094 35074 004      | Teilobjekt eines Baudenkmals |                |
| Kähnitzscher Straße 28 (Karte) | Taubenturm                    | dreigeschossiger Backsteinbau, um 1900                                               | 094 35075          | Baudenkmal                   | BW             |
| Kähnitzscher Straße 44 (Karte) | Stall                         | Fachwerkbau mit Galerie und Taubenschlag, Anfang des 18. Jahrhunderts                | 094 35062          | Baudenkmal                   | BW             |
| Kähnitzscher Straße 44 (Karte) | Taubenturm                    | Fachwerkbau mit massivem Unterbau, um 1905                                           | 094 35063          | Baudenkmal                   | BW             |
| Kähnitzscher Straße 52 (Karte) | Bauernhaus                    |                                                                                      | 094 35061          | Baudenkmal                   | BW             |

### Bethau
| Lage    | Bezeichnung                | Beschreibung                                     | Erfassungs- nummer | Ausweisungsart               | Bild                       |
| ------- | -------------------------- | ------------------------------------------------ | ------------------ | ---------------------------- | -------------------------- |
| (Karte) | Evangelische Kirche Bethau | Kirche Saalkirche in neogotischem und Jugendstil | 094 35083          | Baudenkmal                   | Evangelische Kirche Bethau |
| (Karte) | Kriegerdenkmal Bethau      | Kriegerdenkmal                                   | 094 35083 001      | Teilobjekt eines Baudenkmals | BW                         |

### Gehmen
| Lage                            | Bezeichnung           | Beschreibung                                                                 | Erfassungs- nummer | Ausweisungsart               | Bild |
| ------------------------------- | --------------------- | ---------------------------------------------------------------------------- | ------------------ | ---------------------------- | ---- |
| Elbstraße 8 (Karte)             | Bauernhof             | Bauernhof Bauernhaus, Auszugshaus und Backhaus in Backsteinbauweise          | 094 35077          | Baudenkmal                   | BW   |
| Koordinaten fehlen! Hilf mit.   | Bauernhaus            | Bauernhaus                                                                   | 094 35077 001      | Teilobjekt eines Baudenkmals |      |
| Elbstraße 8 (Karte)             | Altenteil             | Altenteil                                                                    | 094 35077 002      | Teilobjekt eines Baudenkmals | BW   |
| Koordinaten fehlen! Hilf mit.   | Backhaus              | Backhaus                                                                     | 094 35077 003      | Teilobjekt eines Baudenkmals |      |
| Koordinaten fehlen! Hilf mit.   | Stall                 | Stall                                                                        | 094 35077 004      | Teilobjekt eines Baudenkmals |      |
| Elbstraße 2 (Karte)             | Taubenhaus            | Backstein – Taubenhaus, um 1890                                              | 094 35078          | Baudenkmal                   | BW   |
| Elbstraße 4 (Karte)             | Kirche                | Kirche Saalkirche mit dreiseitigem Ostabschluss, Anfang des 18. Jahrhunderts | 094 35076          | Baudenkmal                   | BW   |
| Koordinaten fehlen! Hilf mit.   | Kriegerdenkmal Gehmen | Kriegerdenkmal                                                               | 094 35076 001      | Teilobjekt eines Baudenkmals |      |
| Lindenstraße 15 (Karte)         | Taubenturm            | Backsteintaubenturm mit Fachwerk                                             | 094 35079          | Baudenkmal                   | BW   |
| Gehmen-Axiener Straße 1 (Karte) | Bauernhaus            | Fachwerkbau, um 1770                                                         | 094 35080          | Baudenkmal                   | BW   |

### Groß Naundorf
| Lage                                                                                       | Bezeichnung                  | Beschreibung                                                                      | Erfassungs- nummer | Ausweisungsart                   | Bild             |
| ------------------------------------------------------------------------------------------ | ---------------------------- | --------------------------------------------------------------------------------- | ------------------ | -------------------------------- | ---------------- |
| Alte Bahnhofstraße 7, 8, 9, 10 (Karte)                                                     | Hofanlage                    | Bauernhaus in Backsteinbauweise                                                   | 094 35118          | Baudenkmal                       | BW               |
| Alte Bahnhofstraße 8 (Karte)                                                               | Bauernhaus                   | Bauernhaus                                                                        | 094 35118 001      | Teilobjekt eines Baudenkmals     | BW               |
| Alte Bahnhofstraße 9 (Karte)                                                               | Neubauernhaus                | Neubauernhaus                                                                     | 094 35118 002      | Teilobjekt eines Baudenkmals     | BW               |
| Alte Bahnhofstraße                                                                         | Altenteil                    | Altenteil                                                                         | 094 35118 003      | Teilobjekt eines Baudenkmals     |                  |
| Alte Bahnhofstraße 10 (Karte)                                                              | Neubauernhaus                | Neubauernhaus                                                                     | 094 35118 004      | Teilobjekt eines Baudenkmals     | BW               |
| Alte Bahnhofstraße 7, 8 (Karte)                                                            | Toranlage                    | Toranlage                                                                         | 094 35118 005      | Teilobjekt eines Baudenkmals     | BW               |
| Alte Bahnhofstraße 7, 8 (Karte)                                                            | Wirtschaftsgebäude           | Wirtschaftsgebäude                                                                | 094 35118 006      | Teilobjekt eines Baudenkmals     | BW               |
| Annaburger Straße 14 (Karte)                                                               | Werkstattgebäude             | Werkstattgebäude                                                                  | 094 36243          | Baudenkmal                       | BW               |
| Bahnhofstraße, zwischen Nr. 1 und 26, Ernst-Thälmann-Straße, zwischen Nr. 1 und 24 (Karte) | Dorfanger                    | Dorfanger mit Kirche, Lehrerhaus, Dorfschule und Kriegerdenkmal                   | 094 35119          | Denkmalbereich                   | Dorfanger        |
| Koordinaten fehlen! Hilf mit.                                                              | Wohnhaus                     | Wohnhaus                                                                          | 094 35119 001      | Teilobjekt eines Denkmalbereichs |                  |
| Alte Bahnhofstraße, neben der Kirche                                                       | Schule                       | Schule                                                                            | 094 35119 002      | Teilobjekt eines Denkmalbereichs |                  |
| Alte Bahnhofstraße, auf dem Dorfanger                                                      | Kriegerdenkmal Groß-Naundorf | Kriegerdenkmal                                                                    | 094 35119 003      | Teilobjekt eines Denkmalbereichs |                  |
| Friedhof (Karte)                                                                           | Friedhofskapelle             | Massivbau, um 1910                                                                | 094 35121          | Baudenkmal                       | Friedhofskapelle |
| Labruner Straße 1 (Karte)                                                                  | Taubenhaus                   | Taubenhaus                                                                        | 094 36244          | Baudenkmal                       | BW               |
| Kolonie (Karte)                                                                            | Forsthof                     | Forsthof eingeschossiger Massivbau mit Fachwerkscheune, Ende des 18. Jahrhunderts | 094 35120          | Baudenkmal                       | BW               |
| Kolonie (Karte)                                                                            | Forsthaus                    | Forsthaus                                                                         | 094 35120 001      | Teilobjekte eines Baudenkmals    | BW               |
| Kolonie (Karte)                                                                            | Scheune                      | Scheune                                                                           | 094 35120 002      | Teilobjekte eines Baudenkmals    | BW               |
| (Karte)                                                                                    | Bockwindmühle                | Bockwindmühle, erste Hälfte des 19. Jahrhunderts                                  | 094 35122          | Baudenkmal                       | Bockwindmühle    |

### Hohndorf
| Lage                        | Bezeichnung                        | Beschreibung                                             | Erfassungs- nummer | Ausweisungsart | Bild             |
| --------------------------- | ---------------------------------- | -------------------------------------------------------- | ------------------ | -------------- | ---------------- |
| Dorfstraße 3 (Karte)        | Speicherbau mit Taubenhaus         | massiver zweigeschossiger Speicherbau mit Taubenhaus     |                    | Baudenkmal     | BW               |
| Dorfstraße 1 (Karte)        | Bauernhaus                         | zweistöckiger Fachwerkbau, um 1800                       | 094 35296          | Baudenkmal     | Bauernhaus       |
| Dorfstraße 10, 12 (Karte)   | Hofanlage                          | Massivbau mit Krüppelwalmdach, Ende des 18. Jahrhunderts | 094 35293          | Baudenkmal     | BW               |
| Straße nach Prettin (Karte) | Getreidespeicher                   | Speicherbau mit vier Silotürmen, um 1940                 | 094 35298          | Baudenkmal     | Getreidespeicher |
| Dorfstraße (Karte)          | Kirche mit Kirchhof und Dorfschule | Kirche mit Kirchhof und Dorfschule                       | 094 35295          | Baudenkmal     | BW               |
| Dorfstraße (Karte)          | Kirche                             | neogotische Backsteinkirche, 1885                        | 094 35294          | Baudenkmal     | Weitere Bilder   |

### Labrun
| Lage                                    | Bezeichnung               | Beschreibung                                                                                                   | Erfassungs- nummer | Ausweisungsart | Bild |
| --------------------------------------- | ------------------------- | --- | ------------------ | -------------- | ---- |
| An der Lache 12 (Karte)                 | Taubenhaus                | Taubenhaus mit rechteckigem massivem Unterbau und hölzernem Aufsatz, um 1930                                   | 094 35141          | Baudenkmal     | BW   |
| (Karte)                                 | Kirche St. Peter und Paul | Saalkirche mit polygonalem Abschluss, 1632                                                                     | 094 35139          | Baudenkmal     | BW   |
| am Ortsausgang Richtung Prettin (Karte) | Distanzstein              | Sandsteinstele mit Entfernungsangaben nach Prettin, Naundorf, Plossig und Annaburg, Mitte des 19. Jahrhunderts | 094 35142          | Kleindenkmal   | BW   |

### Lebien
| Lage                   | Bezeichnung   | Beschreibung                                                                                | Erfassungs- nummer | Ausweisungsart | Bild          |
| ---------------------- | ------------- | ------------------------------------------------------------------------------------------- | ------------------ | -------------- | ------------- |
| Hauptstraße 16 (Karte) | Bauernhaus    | Der zweigeschossige verputzte Massivbau stammt aus der zweiten Hälfte des 19. Jahrhunderts. | 094 35144          | Baudenkmal     | Bauernhaus    |
| Mühlweg 1 (Karte)      | Bockwindmühle | Die restaurierte Bockwindmühle ist mit der originalen Technik erhaltenen.                   | 094 35143          | Baudenkmal     | Bockwindmühle |
| Hauptstraße (Karte)    | Kirche        | Die romanische Saalkirche wurde aus Raseneisenstein errichtet.                              | 094 35145          | Baudenkmal     | Kirche        |

### Löben
| Lage                  | Bezeichnung | Beschreibung                                                                                              | Erfassungs- nummer | Ausweisungsart | Bild           |
| --------------------- | ----------- | --- | ------------------ | -------------- | -------------- |
| Dorfstraße 21 (Karte) | Bauernhaus  | anderthalbstöckiger Fachwerkbau, um 1750                                                                  | 094 35151          | Baudenkmal     | Bauernhaus     |
| Löben 16 (Karte)      | Kirche      | ehemals dreischiffige Pfeilerbasilika aus dem 13. Jahrhundert, Bauweise mit Raseneisenstein und Backstein | 094 35152          | Baudenkmal     | Weitere Bilder |

### Plossig
| Lage                                      | Bezeichnung   | Beschreibung                                                        | Erfassungs- nummer | Ausweisungsart | Bild          |
| ----------------------------------------- | ------------- | ------------------------------------------------------------------- | ------------------ | -------------- | ------------- |
| Plossiger Dorfstraße 1 (Karte)            | Sägewerk      | Sägewerk mit zum Teil alter funktionstüchtiger Ausstattung          | 094 35177          | Baudenkmal     | Sägewerk      |
| Plossiger Dorfstraße 23 (Karte)           | Taubenhaus    | zweigeschossiger Backsteinbau mit Zierfassade                       | 094 35175          | Baudenkmal     | Taubenhaus    |
| Lebiener Straße 50 (Karte)                | Bockwindmühle | Bockwindmühle, um 1835                                              | 094 35176          | Baudenkmal     | Bockwindmühle |
| Plossiger Dorfstraße (Karte)              | Kirche        | Saalkirche in Raseneisensteinbauweise aus dem 13. Jahrhundert       | 094 35178          | Baudenkmal     | BW            |
| am Ortsausgang nach Groß-Naundorf (Karte) | Distanzstein  | Sandsteinpfeiler mit Entfernungsangaben, Mitte des 19. Jahrhunderts | 094 35179          | Kleindenkmal   | BW            |

### Premsendorf
| Lage                  | Bezeichnung | Beschreibung                                              | Erfassungs- nummer | Ausweisungsart | Bild       |
| --------------------- | ----------- | --------------------------------------------------------- | ------------------ | -------------- | ---------- |
| (Karte)               | Kirche      | Backsteinkirche mit Turmaufsatz, 1931                     | 094 35181          | Baudenkmal     | Kirche     |
| Dorfstraße 18 (Karte) | Bauernhaus  | Backsteinbau, um 1900                                     | 094 35183          | Baudenkmal     | Bauernhaus |
| Dorfstraße 24 (Karte) | Bauernhaus  | Backsteinbau mit Fassadenstuck, Ende des 19. Jahrhunderts | 094 35182          | Baudenkmal     | Bauernhaus |

### Stadt Prettin
| Lage | Bezeichnung                            | Beschreibung | Erfassungs- nummer | Ausweisungsart               | Bild                            |
| --- | -------------------------------------- | --- | ------------------ | ---------------------------- | ------------------------------- |
| (Karte)                                                                                                 | Historische Altstadt                   | | 094 35290          | Denkmalbereich               | BW                              |
| Mauerstraße (Karte)                                                                                     | Stadtbefestigung                       | Reste der mittelalterlichen Stadtmauer, Wallanlagen, Torwächterhaus und Wieckhäuser                                  | 094 35253          | Baudenkmal                   | BW                              |
| Lichtenburger Tor (Karte)                                                                               | Lichtenburger Torturm                  | Stadttorturm, 14. und 18. Jahrhundert                                                                                | 094 35251          | Baudenkmal                   | Weitere Bilder                  |
| An der Mauer 13 (Karte)                                                                                 | Torwächterhaus mit Nebengebäude        | zweistöckiges Fachwerkgebäude aus dem 18. Jahrhundert                                                                |                    | Baudenkmal                   | Torwächterhaus mit Nebengebäude |
| Annaburger Straße                                                                                       | Belvedere                              | verputzter Backsteinbau aus der zweiten Hälfte des 16. Jahrhunderts                                                  |                    | Baudenkmal                   |                                 |
| Axiener Straße                                                                                          | Gedenkstein                            | Gedenkstele aus Sandstein für das wüste Dorf Coswig, 1834                                                            | 094 35256          | Kleindenkmal                 |                                 |
| Axiener Straße 4 (Karte)                                                                                | Villa                                  | zweigeschossiger Massivbau, 1935                                                                                     |                    | Baudenkmal                   | BW                              |
| Baderstraße 13 (Karte)                                                                                  | Sandsteinportal                        | Portal mit Volutengiebel und Urnenbekrönung, um 1820                                                                 | 094 35274          | Baudenkmal                   | BW                              |
| Bahnhofstraße 6 (Karte)                                                                                 | Villa                                  | eingeschossiges Giebelhaus, 1936                                                                                     | 094 35282          | Baudenkmal                   | BW                              |
| Bahnhofstraße 8                                                                                         | Fabrikantenvilla                       | zweigeschossiger Klinkerbau, Ende des 19. Jahrhunderts                                                               | 094 35281          | Baudenkmal                   |                                 |
| Bahnhofstraße 21 (Karte)                                                                                | Bahnhof Prettin                        | Bahnhofsanlage um 1902                                                                                               | 094 35284          | Baudenkmal                   | Weitere Bilder                  |
| Bahnhofstraße 30 (Karte)                                                                                | Wohnhaus                               | eingeschossiges Giebelhaus, um 1935                                                                                  | 094 35283          | Baudenkmal                   | BW                              |
| Elbstraße 17 (Karte)                                                                                    | Weissgerberei                          | zweistöckiges Backsteinbau aus dem 19. Jahrhundert                                                                   | 094 35257          | Baudenkmal                   | Weissgerberei                   |
| Elbstraße 19 (Karte)                                                                                    | Handwerkerhaus                         | dreiachsiger zweistöckiger verputzter Fachwerkbau, um 1800–1820                                                      | 094 35258          | Baudenkmal                   | Handwerkerhaus                  |
| Gustav-Fischer-Straße 19, 20, 22 (Karte)                                                                | Feuerwache                             | Feuerwehrgeräte- und Wohnhaus, um 1910–1915                                                                          | 094 35277          | Baudenkmal                   | Feuerwache                      |
| Herrenstraße 7 (Karte)                                                                                  | Ackerbürgerhaus mit Wirtschaftsgebäude | zweigeschossiger Massivbau und Hofgebäude mit Fachwerkgalerie                                                        |                    | Baudenkmal                   | BW                              |
| Herrenstraße 12 (Karte)                                                                                 | Ackerbürgerhaus mit Wirtschaftsgebäude | spätbarockes Traufenhaus mit Mansarddach, Wirtschaftsgebäude in Fachwerkbauweise, zweite Hälfte des 18. Jahrhunderts |                    | Baudenkmal                   | BW                              |
| Hinterseer Straße 1 (Karte)                                                                             | Gasthof „Zum Kessel“                   | historischer Gasthof, Anfang des 17. Jahrhunderts                                                                    | 094 35292          | Baudenkmal                   | BW                              |
| Hohe Straße 7 (Karte)                                                                                   | Bürgerhaus Hohe Straße 7               | zweigeschossiger Massivbau aus dem 17. Jahrhundert, Putzfassung aus dem 19. Jahrhundert                              |                    | Baudenkmal                   | Bürgerhaus Hohe Straße 7        |
| Hohe Straße 9 (Karte)                                                                                   | Bürgerhaus „Drei Rosen“                | zweigeschossiger Barockbau, um 1725, Wirtschaftsflügel 1692                                                          | 094 35267          | Baudenkmal                   | Bürgerhaus „Drei Rosen“         |
| Hohe Straße 13 (Karte)                                                                                  | Ackerbürgerhaus                        | Ackerburgerhaus zweigeschossiges neunachsiges verputztes Fachwerkgebäude, Mitte des 17. Jahrhunderts                 | 094 35264          | Baudenkmal                   | Ackerbürgerhaus                 |
| Hohe Straße 16 (Karte)                                                                                  | Kirche mit Kriegerdenkmal              | Kirche St. Marien hochgotische Backsteinkirche, 14. Jahrhundert                                                      | 094 35286          | Baudenkmal                   | Weitere Bilder                  |
| Hohe Straße 16, südwestlich neben der Kirche                                                            | Kriegerdenkmal Prettin                 | Kriegerdenkmal | 094 35286 001      | Teilobjekt eines Baudenkmals |                                 |
| Hohe Straße 19 (Karte)                                                                                  | Pfarrhaus                              | Pfarrhaus siebenachsiger Backsteinbau, 1849, Nebengebäude in Fachwerkbauweise aus dem 17. Jahrhundert                | 094 35265          | Baudenkmal                   | BW                              |
| Hohe Straße 18 (Karte)                                                                                  | Ackerbürgerhaus                        | zweistöckiges Backsteingebäude, im Keller Sandsteinpfeiler 1648                                                      |                    | Baudenkmal                   | BW                              |
| Hohe Straße 18 (Karte)                                                                                  | Rathaus Prettin                        | zweigeschossiger spätgotischer Backsteinbau, um 1500                                                                 | 094 35262          | Baudenkmal                   | Rathaus Prettin                 |
| Hohe Straße 25 (Karte)                                                                                  | Taufstein                              | Rest einer gotischen Sandsteintaufe                                                                                  | 094 35288          | Baudenkmal                   | BW                              |
| Hohe Straße 28 (Karte)                                                                                  | Diakonatshaus                          | eingeschossiger Massivbau, um 1800–1820                                                                              | 094 35255          | Baudenkmal                   | Diakonatshaus                   |
| Hohe Straße 40 (Karte)                                                                                  | Sogenanntes Schlösschen                | ehemals vierflügelige Hofanlage, historischer Standort seit Otto I.                                                  | 094 35260          | Baudenkmal                   | BW                              |
| Kochgasse 17 (Karte)                                                                                    | Bauernhaus mit Wirtschaftsgebäude      | Bauernhaus und Wirtschaftsgebäude, Bauformen aus dem 16. bis 18. Jahrhundert                                         | 094 35291          | Baudenkmal                   | BW                              |
| Lindenstraße 8 (Karte)                                                                                  | Friedhof mit Kapelle und Verwalterhaus | Friedhofsanlage des 19. bis frühen 20. Jhd.; die Hospitalkirche bzw. Kapelle ist seit dem 18. Jhd. belegbar          | 094 35273          | Baudenkmal                   | BW                              |
| (Karte)                                                                                                 | Friedhofskapelle bzw. Hospitalkirche   | Kapelle ehemalige Spitalskapelle, 18. Jahrhundert                                                                    | 094 35273 001      | Teilobjekt eines Baudenkmals | Weitere Bilder                  |
| Lindenstraße, Friedhof (Karte)                                                                          | Gruft Anlage                           | sandsteinerne Gruft, um 1760                                                                                         |                    | Baudenkmal                   | BW                              |
| Lindenstraße 6 (Karte)                                                                                  | Amtsgericht                            | zweigeschossiger Backsteinbau, um 1890                                                                               |                    | Baudenkmal                   | BW                              |
| Lindenstraße 19a (Karte)                                                                                | Fabrikantenvilla und Park              | zweigeschossiger Massivbau, um 1935                                                                                  | 094 35269          | Baudenkmal                   | BW                              |
| Neustadt 34 (Karte)                                                                                     | Ackerbürgerhaus                        | zweigeschossiges Fachwerkhaus mit Andreaskreuzen, um 1600                                                            | 094 35289          | Baudenkmal                   | Ackerbürgerhaus                 |
| Neustadt 19 (Karte)                                                                                     | Wirtschaftsbau                         | Wirtschaftsgebäude mit Speicher und Taubenhaus aus Fachwerk, Anfang des 20. Jahrhunderts                             | 094 35259          | Baudenkmal                   | BW                              |
| Rektorstraße 4 (Karte)                                                                                  | Rektorhaus                             | ehemaliges Rektorhaus, zweigeschossiges Barockgebäude, um 1820                                                       | 094 35261          | Baudenkmal                   | BW                              |
| An der Lichtenburg 1, Domäne 1, 2, 3, 4, 5, 6, 7, 8, 9, 11, 13, Prettiner Landstraße 1, 2, 4, 6 (Karte) | Schloss Lichtenburg                    | mehrflügliges Renaissanceschloss mit Schlosskirche                                                                   | 094 35275          | Baudenkmal                   | Weitere Bilder                  |
| An der Lichtenburg 1, Prettiner Landstraße 2 (Karte)                                                    | Kirche                                 | Kirche | 094 35275 001      | Teilobjekt eines Baudenkmals | BW                              |
| An der Lichtenburg 2, 3, 5, 8, Domäne 1, 5, 7, 9, 11, 13 (Karte)                                        | Vorwerk                                | Vorwerk | 094 35275 002      | Teilobjekt eines Baudenkmals | BW                              |
| An der Lichtenburg 1 (Karte)                                                                            | Gefängnis                              | Gefängnis | 094 35275 003      | Teilobjekt eines Baudenkmals | BW                              |
| An der Lichtenburg 1                                                                                    | Brunnen                                | Brunnen | 094 35275 004      | Teilobjekt eines Baudenkmals |                                 |
| An der Lichtenburg 1, Prettiner Landstraße (Karte)                                                      | Garten                                 | Garten | 094 35275 005      | Teilobjekt eines Baudenkmals | BW                              |
| Prettiner Landstraße, im Garten (Karte)                                                                 | Gartenhaus                             | Gartenhaus | 094 35275 006      | Teilobjekt eines Baudenkmals | BW                              |
| Domäne 5 (Karte)                                                                                        | Orangerie                              | Orangerie | 094 35275 007      | Teilobjekt eines Baudenkmals | BW                              |
| Prettiner Landstraße 2 (Karte)                                                                          | Lazarett                               | Lazarett | 094 35275 008      | Teilobjekt eines Baudenkmals | BW                              |
| Prettiner Landstraße 4 (Karte)                                                                          | Werkstattgebäude                       | Werkstattgebäude | 094 35275 009      | Teilobjekt eines Baudenkmals | BW                              |
| An der Lichtenburg 1 (Karte)                                                                            | Gedenkstätte                           | Gedenkstätte | 094 35275 010      | Teilobjekt eines Baudenkmals | BW                              |
| An der Lichtenburg 1, Domäne 1, 2, 3, 4, 5, 6, 7, 8, 9, 11, 13, Prettiner Landstraße 1, 2, 4, 6 (Karte) | Einfriedung                            | Einfriedung | 094 35275 011      | Teilobjekt eines Baudenkmals | BW                              |
| An der Lichtenburg 2 (Karte)                                                                            | Hedwigsburg                            | zweigeschossiger Massivbau von 1871/72 unter Verwendung von historischen Bauteilen der Hedwigsburg                   | 094 35271          | Baudenkmal                   | Hedwigsburg                     |
| Schloßstraße 8 (Karte)                                                                                  | Wohnhaus mit Ehrenhain                 | dreiflügliger, zweigeschossiger Massivbau, 1930                                                                      |                    | Baudenkmal                   | BW                              |
| Gustav-Fischer-Straße (Karte)                                                                           | Stadtpark „Schwanenteich“              | Teich und Parkanlage, 1936                                                                                           | 094 35278          | Baudenkmal                   | BW                              |
| Hinterseer Straße 1                                                                                     | Bockwindmühle                          | Bockwindmühle, 19. Jahrhundert                                                                                       | 094 35285          | Baudenkmal                   | Weitere Bilder                  |

### Purzien
| Lage                  | Bezeichnung               | Beschreibung                                      | Erfassungs- nummer | Ausweisungsart | Bild   |
| --------------------- | ------------------------- | ------------------------------------------------- | ------------------ | -------------- | ------ |
| Dorfstraße 9 (Karte)  | Bauernhof mit Einfriedung | Massivbau mit Jugendstilelementen, 1907           | 094 35185          | Baudenkmal     | BW     |
| Dorfstraße 50 (Karte) | Taubenhaus                | zweieinhalbgeschossiges Taubenhaus, um 1880       | 094 35186          | Baudenkmal     | BW     |
| Dorfstraße 54 (Karte) | Bauernhaus                | halbgeschossiger Massivbau, um 1890               | 094 35187          | Baudenkmal     | BW     |
| (Karte)               | Kirche                    | einschiffige neogotische Backsteinkirche, um 1880 | 094 35184          | Baudenkmal     | Kirche |

## Ehemalige Kulturdenkmale nach Ortsteilen
Die nachfolgenden Objekte waren ursprünglich ebenfalls denkmalgeschützt oder wurden in der Literatur als Kulturdenkmale geführt. Die Denkmale bestehen heute jedoch nicht mehr, ihre Unterschutzstellung wurde aufgehoben oder sie werden nicht mehr als Denkmale betrachtet.

### Annaburg
| Lage                                                   | Bezeichnung     | Beschreibung | Erfassungs- nummer | Ausweisungsart | Bild            |
| ------------------------------------------------------ | --------------- | --- | ------------------ | -------------- | --------------- |
| Markt 22 (Karte)                                       | Ackerbürgerhaus | zweiflügliger Fachwerkbau, zweite Hälfte des 18. Jahrhunderts | 094 35228          | Baudenkmal     | Ackerbürgerhaus |
| Mittelstraße 37                                        | Wohnhaus        | | 094 35211          |                |                 |
| Züllsdorfer Straße 4, 6, 8, 10, 12, 14, 16, 18 (Karte) | Offiziershäuser | Offiziershäuser Ein- und Zweifamilienhäuser, 1938. Aufgrund vieler Veränderungen wurde bei einer Überprüfung festgestellt, dass die Denkmaleigenschaft verloren gegangen ist. Die Austragung der Siedlung aus dem Denkmalverzeichnis erfolgte am 8. Juni 2020. | 094 35216          | Denkmalbereich | Offiziershäuser |

### Axien
| Lage                   | Bezeichnung | Beschreibung | Erfassungs- nummer | Ausweisungsart | Bild |
| ---------------------- | ----------- | --- | ------------------ | -------------- | ---- |
| Garnsack 2 (Karte)     | Scheune     | Scheune Backsteinbau mit Fachwerkgalerie, 1856. Nach einem Einsturz wurde die Scheune im August 2020 aus dem Denkmalverzeichnis gestrichen. | 094 35067          | Baudenkmal     | BW   |
| Kähnitzscher Straße 14 | Taubenturm  | Fachwerkbau mit Backsteinausfachung, um 1905                                                                                                | 094 35071          | Baudenkmal     |      |

### Groß Naundorf
| Lage                     | Bezeichnung | Beschreibung | Erfassungs- nummer | Ausweisungsart | Bild |
| ------------------------ | ----------- | ------------ | ------------------ | -------------- | ---- |
| Ernst-Thälmann-Straße 11 | Bauernhaus  | Bauernhaus   | 094 36245          | Baudenkmal     |      |

### Labrun
| Lage                      | Bezeichnung | Beschreibung | Erfassungs- nummer | Ausweisungsart | Bild |
| ------------------------- | ----------- | ------------ | ------------------ | -------------- | ---- |
| Straße der Freundschaft 8 | Bauernhaus  | Bauernhaus   | 094 35140          |                |      |

### Löben
| Lage     | Bezeichnung | Beschreibung      | Erfassungs- nummer | Ausweisungsart | Bild |
| -------- | ----------- | ----------------- | ------------------ | -------------- | ---- |
| Löben 65 | Scheune     | Fachwerkbau, 1813 | 094 35150          |                |      |

### Plossig
| Lage               | Bezeichnung | Beschreibung | Erfassungs- nummer | Ausweisungsart | Bild |
| ------------------ | ----------- | ------------ | ------------------ | -------------- | ---- |
| Lebiener Straße 24 | Bauernhof   | Bauernhof    | 094 35174          |                |      |

### Premsendorf
| Lage                          | Bezeichnung | Beschreibung | Erfassungs- nummer | Ausweisungsart | Bild   |
| ----------------------------- | ----------- | --- | ------------------ | -------------- | ------ |
| Eisenbahnkilometer 92 (Karte) | Brücke      | Tragwerkkonstruktion aus vernieteten Stahlteilen, 1930er Jahre, die Brücke wurde 2013 abgerissen und durch einen Neubau ersetzt | 094 35180          |                | Brücke |

## Legende
In den Spalten befinden sich folgende Informationen:
- Lage: Nennt den Straßennamen und wenn vorhanden die Hausnummer des Kulturdenkmals. Die Grundsortierung der Liste erfolgt nach dieser Adresse. Der Link „Karte“ führt zu verschiedenen Kartendarstellungen und nennt die geographischen Koordinaten.
Link zu einem Kartenansichtstool, um Koordinaten zu setzen. In der Kartenansicht sind Baudenkmale ohne Koordinaten mit einem roten bzw. orangen Marker dargestellt und können in der Karte gesetzt werden. Baudenkmale ohne Bild sind mit einem blauen bzw. roten Marker gekennzeichnet, Baudenkmale mit Bild mit einem grünen bzw. orangen Marker.
- Offizielle Bezeichnung: Nennt den Namen, die Bezeichnung oder zumindest die Art des Kulturdenkmals und verlinkt, soweit vorhanden, auf den Artikel zum Objekt.
- Beschreibung: Nennt bauliche und geschichtliche Einzelheiten des Kulturdenkmals, vorzugsweise die Denkmaleigenschaften.
- Erfassungsnummer: Für jedes Kulturdenkmal wird in Sachsen-Anhalt eine 20stellige Erfassungsnummer vergeben. Die letzten zwölf Ziffern werden für die Untergliederung nach Teilobjekten genutzt und werden nur angegeben, soweit vergeben. In dieser Spalte kann sich folgendes Icon  befinden, dies führt zu Angaben zu diesem Baudenkmal bei Wikidata.
- Ausweisungsart: Die Einordnung des Denkmales nach § 2 Abs. 2 DenkmSchG LSA
- Bild: Ein Bild des Denkmales, und gegebenenfalls einen Link zu weiteren Fotos des Kulturdenkmals im Medienarchiv Wikimedia Commons. Wenn man auf das Kamerasymbol klickt, können Fotos zu Kulturdenkmalen aus dieser Liste hochgeladen werden: